# Sur les dimensions et les distances

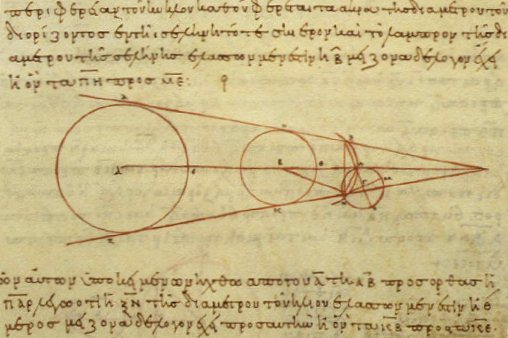
Calculs d'Aristarque sur les tailles relatives du Soleil, de la Terre et de la Lune, au avant notre ère, d'après une copie grecque du Xe siècle

Sur les dimensions et les distances [du Soleil et de la Lune], en grec Περὶ μεγεθῶν καὶ ἀποστημάτων / Peri megethon kai apostematon, est largement accepté comme l'unique œuvre nous étant parvenue d'Aristarque de Samos, un astronome de la Grèce antique ayant vécu environ entre 310 et 230 avant notre ère. Cet ouvrage calcule les tailles du Soleil et de la Lune de même que leurs distances à la Terre, en termes de rayons terrestres.
Le livre a vraisemblablement été préservé par des étudiants du cours de mathématiques de Pappus d'Alexandrie, bien qu'aucune preuve n'en ait été trouvée. La première édition a été publiée par John Wallis en 1688, à l'aide de plusieurs manuscrits médiévaux compilés par Henry Savile. La plus ancienne traduction latine fut l'œuvre de Giorgio Valla en 1488. Il y a également une traduction de 1572 assortie d'un commentaire par Federico Commandino,.

## Notations
La méthode de l'ouvrage repose sur plusieurs observations :
- Les tailles apparentes du Soleil et de la Lune dans le ciel,
- La taille de l'ombre terrestre par rapport à la Lune durant une éclipse lunaire,
- L'angle entre le Soleil, la Lune et la Terre lorsque la Lune est en quadrature est très proche de 90°.

Le reste de l'article détaille une reconstruction de la méthode et des résultats d'Aristarque.  La reconstruction utilise les variables suivantes :
| Notation | Signification                                                             |
| -------- | ------------------------------------------------------------------------- |
| φ        | Angle Soleil-Lune-Terre durant une quadrature (directement mesurable)     |
| L        | Distance Terre-Lune                                                       |
| S        | Distance Terre-Soleil                                                     |
| ℓ        | Rayon de la Lune                                                          |
| s        | Rayon du Soleil                                                           |
| t        | Rayon de la Terre                                                         |
| D        | Distance du centre de la Terre à l'arête du cône d'ombre terrestre        |
| d        | Rayon de l'ombre terrestre sur la Lune                                    |
| n        | Rapport, d/ℓ (quantité directement observable lors d'une éclipse lunaire) |
| x        | Rapport, S/L = s/ℓ (calculé à l'aide de φ)                                |

## Quadrature
Aristarque utilise la prémisse que durant une quadrature, la Lune forme le sommet d'un angle droit avec le Soleil et la Terre. En observant l'angle entre le Soleil et la Lune, φ, le rapport entre les distances au Soleil et à la Lune peut être déduite par trigonométrie.
D'après le schéma, on peut calculer par trigonométrie que
{\displaystyle {\frac {S}{L}}={\frac {1}{\cos \varphi }}=\sec \varphi .}
Le diagramme est fortement exagéré ; en réalité, S = 390 L, et φ est extrêmement proche de 90°. Aristarque estime que φ est inférieur d'un trentième de quadrant (3°) à l'angle droit, c'est-à-dire qu'il mesure 87°. Bien que les fonctions trigonométriques n'aient pas encore existé, en utilisant une analyse géométrique à la façon d'Euclide, Aristarque détermine que
{\displaystyle 18<{\frac {S}{L}}<20.}
En d'autres termes, la distance au Soleil serait située entre 18 et 20 fois la distance à la Lune. Cette estimation (ou d'autres valeurs proches) a été acceptée par les astronomes pour les deux mille ans qui suivirent, jusqu'à  ce que l'invention du télescope permît une estimation plus précise de la parallaxe solaire.
Aristarque pensait également que la taille angulaire du Soleil et de la Lune était la même, mais que la distance au Soleil étant 18  à 20 fois plus grande que celle à la Lune, le Soleil devait être donc 18 à 20 fois plus grand.

## Éclipse lunaire
Aristarque utilise alors une autre construction basée sur une éclipse lunaire :
Par similarité des triangles, {\displaystyle {\frac {D}{L}}={\frac {t}{t-d}}\quad }   et   {\displaystyle \quad {\frac {D}{S}}={\frac {t}{s-t}}.}
En divisant ces deux équations, et en utilisant l'observation que les tailles apparentes du Soleil et de la Lune sont identiques, {\displaystyle {\frac {L}{S}}={\frac {\ell }{s}}}, on obtient
{\displaystyle {\frac {\ell }{s}}={\frac {t-d}{s-t}}\ \ \Rightarrow \ \ {\frac {s-t}{s}}={\frac {t-d}{\ell }}\ \ \Rightarrow \ \ 1-{\frac {t}{s}}={\frac {t}{\ell }}-{\frac {d}{\ell }}\ \ \Rightarrow \ \ {\frac {t}{\ell }}+{\frac {t}{s}}=1+{\frac {d}{\ell }}.}
L'équation de droite peut être résolue en ℓ/t
{\displaystyle {\frac {t}{\ell }}\left(1+{\frac {\ell }{s}}\right)=1+{\frac {d}{\ell }}\ \ \Rightarrow \ \ {\frac {\ell }{t}}={\frac {1+{\frac {\ell }{s}}}{1+{\frac {d}{\ell }}}}.}
ou en s/t
{\displaystyle {\frac {t}{s}}\left(1+{\frac {s}{\ell }}\right)=1+{\frac {d}{\ell }}\ \ \Rightarrow \ \ {\frac {s}{t}}={\frac {1+{\frac {s}{\ell }}}{1+{\frac {d}{\ell }}}}.}
Ces équations peuvent être simplifiées avec les paramètres suivants : n = d/ℓ and x = s/ℓ.
{\displaystyle {\frac {\ell }{t}}={\frac {1+x}{x(1+n)}}}
{\displaystyle {\frac {s}{t}}={\frac {1+x}{1+n}}}
Les équations ci-dessus donnent les rayons de la Lune et du Soleil entièrement en termes de quantités observables.
Les formules suivantes donnent les distances du Soleil et de la Lune en unités terrestres :
{\displaystyle {\frac {L}{t}}=\left({\frac {\ell }{t}}\right)\left({\frac {180}{\pi \theta }}\right)}
{\displaystyle {\frac {S}{t}}=\left({\frac {s}{t}}\right)\left({\frac {180}{\pi \theta }}\right)}
où θ est le rayon apparent de la Lune et du Soleil mesuré en degrés.
Il est peu probable qu'Aristarque ait utilisé ces formules précises, cependant elles semblent être une approximation convenable des siennes.

## Résultats
Les formules ci-dessus peuvent être utilisées pour reconstruire les résultats d'Aristarque. Le tableau ci-dessous montre les résultats d'une reconstruction longtemps utilisée (mais douteuse) utilisant n = 2, x = 19,1 (φ = 87°) et θ = 1°, à côté des valeurs acceptées de nos jours.
| Quantité | Relation                                   | Reconstruction | Actuelle |
| -------- | ------------------------------------------ | -------------- | -------- |
| s/t      | Rayon solaire en rayons terrestres         | 6,7            | 109      |
| t/ℓ      | Rayon terrestre en rayons lunaires         | 2,85           | 3,50     |
| L/t      | Distance Terre-Lune en rayons terrestres   | 20             | 60,32    |
| S/t      | Distance Terre-Soleil en rayons terrestres | 380            | 23 500   |

L'erreur dans ces calculs vient principalement de l'incertitude forte pour x et θ. L'erreur sur θ est particulièrement surprenante, puisque Archimède écrit qu'Aristarque a été le premier à déterminer que la Lune et le Soleil ont un diamètre apparent d'un demi-degré. Ceci donnerait une valeur de θ = 0,25, et une distance Terre-Lune associée de 80 rayons terrestres, une estimation bien meilleure. Le désaccord entre ce travail et Archimède semble être due à son interprétation de l'affirmation d'Archimède selon laquelle le diamètre lunisolaire est 1/15e d'un meros du zodiaque, soit 1/15e d'un signe zodiacal (30°), ignorant que le mot grec meros pouvait signifier à la fois portion ou 7°½; et 1/15e de cette quantité correspond à 0,5°, ce qui est cohérent avec le rapport d'Archimède.
Une procédure similaire fut utilisée plus tard par Hipparque, qui estima la distance moyenne de la Lune à 67 rayons terrestres, et Ptolémée, qui utilisa 59 rayons terrestres pour cette valeur.

## Illustrations
Des illustrations interactives des propositions présentées dans l'ouvrage peuvent être trouvées ici :
- L' hypothèse 4 énonce que lorsque la Lune nous apparaît en quartier, l'angle qu'elle forme avec le Soleil est inférieure à un quadrant par un trentième de quadrant (soit moins de 90° par 1/30e de 90°, donc une mesure de 87°) (Heath 1913:353).
- La proposition 1 énonce que deux sphères égales sont comprises dans un même cylindre, et que deux sphères inégales sont comprises dans un unique cône dont l'arête est en direction de la plus petite sphère ; et la ligne droite tracée entre les centres des sphères et à angle droit de chacun des cercles en lesquels la surface du cylindre, ou des cônes, touche les sphères (Heath 1913:354).
- La proposition 2 énonce que si une sphère est illuminée par une sphère plus grande qu'elle-même, plus d'un hémisphère de cette première sphère sera illuminée (Heath 1913:358).
- La proposition 3 énonce que le cercle de la Lune qui divise les portions éclairée et sombre est le moindre lorsque l'arête du cône englobant le Soleil et la Lune passe par nos yeux (Heath 1913:362).
- La proposition 4 énonce que le cercle qui divise les portions sombre et brillante de la Lune n'est pas perceptiblement différent d'un grand cercle de la Lune (Heath 1913:365).
- La proposition 6 énonce que la Lune se déplace sur une orbite inférieure à celle du Soleil, et, lorsqu'elle est en quartier, forme avec le Soleil un angle inférieur à un quadrant (Heath 1913:372).
- La proposition 7 énonce que la distance Soleil-Terre est supérieure à 18 fois et inférieure à 20 fois la distance Terre-Lune (Heath 1913:377). En d'autres termes, le Soleil est 18 à 20 fois plus lointain et plus grand que la Lune.
- La proposition 13 énonce que la ligne droite sous-tendant la portion interceptée dans l'ombre terrestre de la circonférence du cercle dans lequel les extrémités du diamètre du cercle divisant les portions sombre et brillante de la Lune vaut moins du double du diamètre de la Lune, mais a avec lui un rapport supérieur à celui de 88 à 45 ; et qu'il est moindre que la neuvième partie du diamètre du Soleil, mais qu'il a avec lui un rapport supérieur à celui de 21 à 225. Mais il a avec la ligne droite allant du centre du Soleil à angle droit à l'axe et rejoignant les côtés du cône un rapport supérieur à celui de 979 à 10125 (Heath 1913:394).
- La proposition 14 énonce que la ligne droite joignant le centre de la Terre à celui de la Lune, et la ligne droite issue de l'axe vers le centre de la Lune par la ligne droite sous-tendant la [circonférence] de l'ombre de la Terre, ont un rapport supérieur à celui de 675 à 1 (Heath 1913:400).
- La proposition 15 énonce que le diamètre du Soleil et celui de la Terre ont un rapport supérieur à 19/3, mais inférieur à 43/6 (Heath 1913:403). Ainsi, le Soleil est environ 6 fois et trois quarts plus large que la Terre, ou que le Soleil mesure 13 rayons terrestres et demie. La Lune et le Soleil doivent alors être à 20 ¼  et 387 rayons terrestres respectivement de nous, pour avoir une taille angulaire de 2°.
- La proposition 17a dans la version arabe médiévale d'al-Tulsi dans le livre Sur les dimensions énonce que le rapport entre la distance de l'arête du cône d'ombre depuis le centre de la Lune (lorsque la Lune est sur l'axe du cône contenant la Terre et le Soleil, au milieu d'une éclipse) et la distance du centre de la Lune au centre de la Terre est supérieure au rapport 71/31 et inférieur au rapport de 3 à 1 (Berggren & Sidoli 2007:218)[6]. En d'autres termes, le sommet du cône d'ombre de la Terre est entre 108/37 et quatre fois plus lointain que la Lune.

## Copies connues
- Exposition de la Bibliothèque du Congrès du Vatican.